# Medalia Maternității

Medalia maternității RPR clasa I, din argint

Medalia maternității este o decorație ce însoțea titlul de „Erou al Muncii Socialiste”, acordată în baza Decretului 195/08.11.1951 al Consiliului de Stat al Republicii Socialiste România femeilor care au născut și crescut șase (clasa I, din argint), respectiv cinci copii (clasa a II-a, din bronz). Medalia era însoțită de premii modeste în bani. Medalia a început a avea o însemnătate aparte după 29.09.1966, când în România au fost interzise întreruperile de sarcină.
Pe fața medaliei, în partea dreaptă se observă capul unei femei privind spre stânga, în stânga-jos capul unui copil privind în aceeași direcție, iar în stânga (deasupra copilului) soarele. Tot ansamblul este înconjurat cu o coroană de frunze de laur; în partea de jos era scris cu majuscule R.P.R. (pe medaliile bătute până în 1965), respectiv R.S.R. (după acest an). Pe verso se află simbolul „Secera și ciocanul”, incadrat (sus-jos) de numele medaliei: „MEDALIA MATERNITĂȚII”.